# Neuvilley
Neuvilley település Franciaországban, Jura megyében. Lakosainak száma 90 fő (2022. január 1.). Neuvilley Oussières, Aumont, Bersaillin, Brainans, Colonne és Montholier községekkel határos.

## Népesség
A település népességének változása:
| Lakosok száma | 56   | 50   | 52   | 60   | 82   | 85   | 87   | 89   | 95   | 90   |
|               | 1968 | 1982 | 1990 | 2006 | 2013 | 2015 | 2017 | 2019 | 2020 | 2022 |